# توماس أنخيل
توماس أنخيل (بالإسبانية: Tomás Ángel)‏ هو لاعب كرة قدم كولومبي في مركز الهجوم، ولد في 20 فبراير 2003 في ميديلين في كولومبيا. لعب مع أتلتيكو ناسيونال.

## وصلات خارجية
- توماس أنخيل على موقع الدوري الأمريكي (الإنجليزية)
- توماس أنخيل على موقع قاعدة بيانات كرة القدم.إي يو (الإنجليزية)
- توماس أنخيل على موقع Soccerway.com (الإنجليزية)